# Police Academy 5 – Auftrag Miami Beach
Police Academy 5 – Auftrag Miami Beach ist ein US-amerikanischer Spielfilm aus dem Jahr 1988. Er ist der fünfte Teil der Serie. Die verbliebenen Hauptcharaktere werden darin auf eine Polizeimesse in Miami geschickt, wo Commandant Lassard als „Polizist des Jahrzehnts“ geehrt werden soll, bevor er altersbedingt in Pension gehen muss.

## Handlung

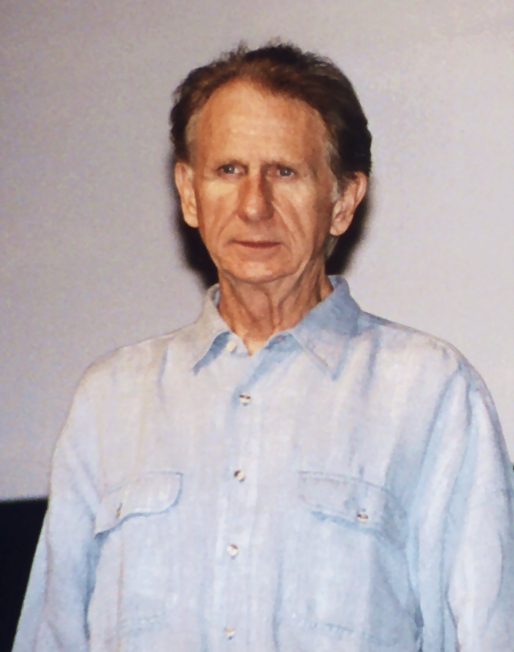
René Auberjonois (hier im Jahr 2004) spielte den Chef der Diamantenräuber

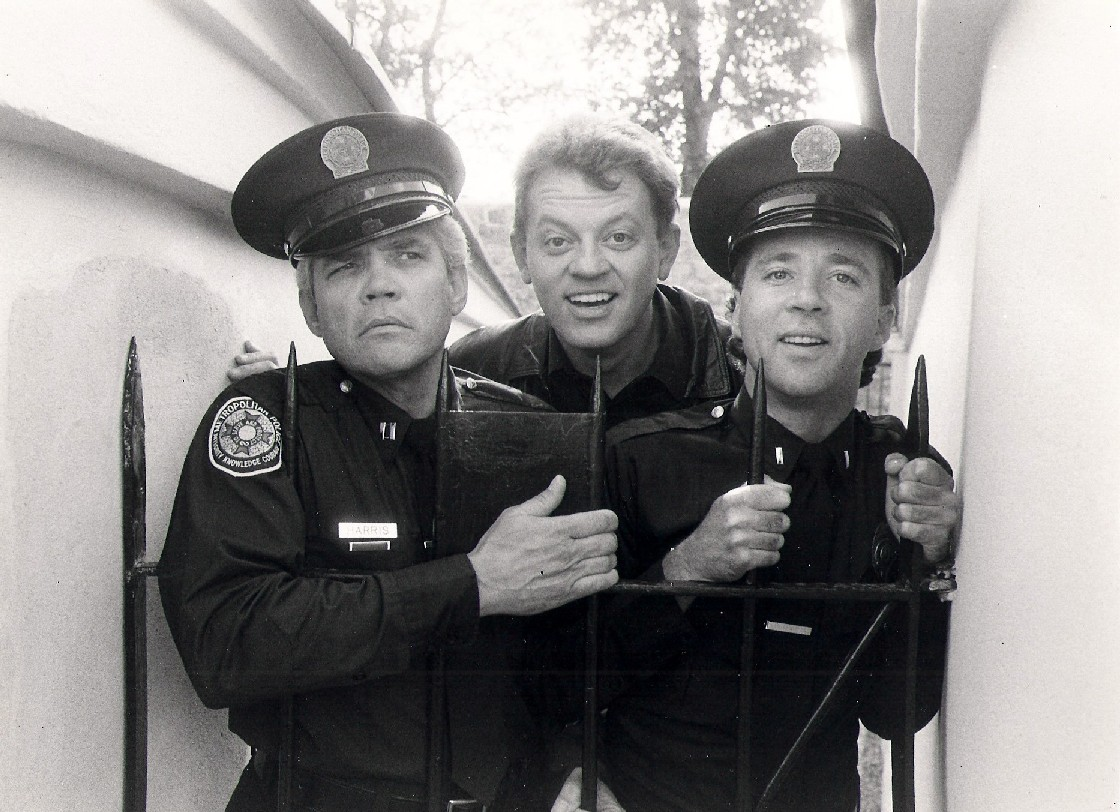
Im 5. Teil zum zweiten Mal gemeinsam vor der Kamera: G.W. Bailey, David Graf und Lance Kinsey (v.l.n.r)

Harris, ein Revierleiter, würde gerne Eric Lassard als Leiter der Police Academy beerben. Er und sein Assistent Proctor brechen nachts in das Büro von Commissioner Hurst ein, um die Personalakte einzusehen. Als sich herausstellt, dass Lassard schon jenseits des Zwangspensionierungsalters ist, geben sie den Hinweis weiter.
Der Commissioner teilt Lassard seine Pensionierung auf der Verabschiedung des Akademie-Jahrgangs 1988 mit. Unter den Absolventen ist auch Tommy „House“ Conklin, der im vorigen Film Teilnehmer des „Bürger-auf-Patrouille“-Programms war. Hurst verkündet auch, dass Lassard bei der in Miami Beach stattfindenden Versammlung der Polizeichefs des Landes zum Polizisten des Jahrzehnts ernannt werden soll.
Lassard ist dennoch völlig apathisch. Seine Leute können ihn aber davon überzeugen, die Ehrung als großes Finale zu verstehen. Er möchte, dass seine besten Mitarbeiter ihn dorthin begleiten und dass sie seinen Neffen Nick treffen, der dort Polizist ist.
Harris versucht unterdessen, Hurst davon zu überzeugen, dass er der perfekte Mann für die Nachfolge Lassards ist. Dieser weist ihn darauf hin, dass er sehr wohl fachlich qualifiziert sein mag, aber nicht das Auftreten eines Kommandanten habe. Er habe niemandes Respekt in der Akademie. Harris sieht das auch ein und beschließt, dass er seine wahre Größe zeigen kann, wenn er Lassard nach Miami Beach folgt und dort an dessen Ehrung teilnimmt.
Derweil wird das Museum of Fine Arts, in dem derzeit eine Ausstellung der Mal-Ankh-Ee-Diamanten ist, von einer Gruppe Gangster ausgeraubt.
In Miami wird am Flughafen durch einen Zufall die Tasche von Lassard mit der Tasche vertauscht, die die in einer Videokamera versteckten Diamanten enthält. Lassard wird herzlich vom Begrüßungskomitee empfangen, zu dem der Bürgermeister von Miami samt dessen Frau sowie der Polizeichef der Stadt, Commissioner Murdock, gehört. Auch Lassards Neffe Nick begrüßt die Gruppe.
Tony will dem Gangsterboss Dempsey die Diamanten übergeben, wobei die Vertauschung auffällt. Dempsey gibt den dreien 24 Stunden, um die Diamanten wiederzubeschaffen. Derweil genießen die Polizisten den Tag am Strand. Nick lernt dabei Kate kennen, die sich später als Polizistin entpuppt.
Tony und seine Komplizen sehen zufällig Lassard und nehmen an, dass er der Grund für die Taschenvertauschung ist. Dabei finden sie heraus, dass Lassard ein Polizist ist. Erste Versuche, die Tasche zurückzuerlangen, schlagen fehl.
Es folgt ein Galadinner, bei dem die Gangster Lassard mittels einer Spritze bewusstlos machen wollen. Es schlägt fehl und Tony will die Kamera an sich reißen. Dabei fallen die Diamanten heraus. In Panik nimmt er Lassard als Geisel. Lassard selbst glaubt, dass es sich um die ihm angekündigte Livedemonstration von Polizeimethoden handelt. In diesem Glauben unterstützt er die Entführer mit seinem Rat. Commissioner Hurst, Commissioner Murdock und die Polizisten der Academy und aus Miami organisieren sich, um Lassard zu retten. Die Polizisten der Akademie melden sich freiwillig. Harris sieht seine Chance gekommen und schließt sich dem an. Über Aufzugs- und Luftschächte steigen die Polizisten in das Stockwerk ein, wo Lassard gefangen gehalten wird. Sie stellen einige der Gangster, aber Harris funkt dazwischen und beschließt, einen Helikopter zur Verfügung zu stellen, um am Startplatz auf eigene Faust einen Zugriff zu versuchen. Dies schlägt fehl, und Harris wird selbst gekidnappt.
Tony hat mit seinen beiden verbliebenen Helfern Lassard und Harris auf eine Yacht gebracht, die er mitsamt den beiden versenken will, sobald der Handel abgewickelt ist. Lassard ist immer noch nicht bewusst, dass es sich um eine echte Entführung handelt. Die Polizisten erreichen das Boot in letzter Minute. Tony versucht, mit Lassard als Geisel zu fliehen. Alle anderen Gangster werden überwältigt und Harris gerettet. Nick, Kate, Jones und Tackleberry verfolgen Tonys Boot. Harris wird von einem Krokodil angegriffen und von Hightower gerettet. Nick und die anderen erreichen Lassard, der die Demonstration begeistert lobt. Als Nick erklärt, dass es sich um echte Verbrecher handelt, schlägt Lassard Tony nieder.
In einer feierlichen Veranstaltung werden alle an der Rettung beteiligten Polizisten (mit Ausnahme von Proctor und Harris) mit einem Orden der Stadt Miami ausgezeichnet. Weiterhin wird Sergeant Moses Hightower für seinen selbstlosen Einsatz bei der Rettung von Harris zum Lieutenant befördert. Commissioner Hurst ist erfreut, mitzuteilen, dass er zusammen mit dem Gouverneur beschlossen hat, dass Commandant Lassard erst dann in Pension gehen muss, wenn er dies selbst wünscht. Damit ist Harris’ Plan auf ganzer Linie gescheitert.

## Eigenschaften
Siehe auch: Police-Academy-Charaktere
Inhaltlich ist der Film nur noch schwerlich in eine Reihe mit seinen Vorgängern zu stellen. Er stellt einen Bruch innerhalb der Serie dar. Lediglich die stereotypen Charaktere sind noch ein Bindeglied. 
Die zuvor zentrale Figur des Carey Mahoney, gespielt von Steve Guttenberg, taucht hier erstmals nicht mehr auf. Guttenberg hatte im Vorfeld deutlich gemacht, dass er in keinem der folgenden Filme der Police-Academy-Reihe wieder auftreten würde. Allerdings gehört er mittlerweile zu denjenigen, die sich für einen achten Teil der Serie einsetzen. Auch weitere Figuren aus den vorangegangenen Filmen wie Zed, Sweetchuck und die Familie Kirkland tauchen nicht mehr auf.
Nick Lassard wird als Neffe von Commandant Lassard eingeführt. Die Figur trägt ähnliche Züge wie Mahoney. Sie ist die letzte Figur in der Serie, die in einem der folgenden Filme wieder auftaucht.
Die bislang große Familie der kontinuierlichen Police Academy-Figuren schrumpft daher merklich. Dieser harte Kern der Figuren wird das Zentrum der Besetzung im 6. Film (mit kleinen Änderungen) und, allerdings nochmals deutlich reduziert, im 7. Film bilden.
Erstmals taucht der Blue Oyster Club nicht mehr auf. Damit ist eine Art Running Gag aus der Serie verschwunden. Auch wird die namenlose Stadt, in der die bisherigen Police-Academy-Filme spielten, erstmals verlassen, und es wird mit Miami ein konkreter Schauplatz genannt.
Die Slapstick-Elemente nehmen massiv zu. Insbesondere Kommandant Lassard löst unbeabsichtigt zahlreiche solcher Einlagen aus, die immer den Gangstern das Leben schwer machen. Insgesamt wandelt sich auch die Rolle des Kommandanten. Er rückt mehr ins Zentrum und wird als äußerst fähiger und verdienter Polizist honoriert, was aber in krassem Widerspruch zu der Darstellung der Figur steht, die weder durch Intelligenz noch anderes Können herausragt.
Erstmals spielt der in vielen Hollywood-Filmen übliche Kampf zwischen einer guten und einer bösen Partei die zentrale Rolle. In allen vorigen Filmen waren die Bösewichte entweder nur Unruhestifter (z. B. Zed) oder wurden erst gegen Ende des Filmes eingeführt und blieben namenlos.
Harris und Proctor als „böse“ Polizisten erreichen im Gegensatz zu früheren Filmen nicht einmal mehr Zwischenerfolge. Stattdessen endet alles, was sie versuchen, in einem Fehlschlag, der als Comedy-Element dient.
Ab diesem Film spielt die Ausbildung von Polizisten keine nennenswerte Rolle mehr. Der Name Police Academy ist also mehr Marke denn Inhaltsbeschreibung.

## Trivia
Im Film wird recht detailgetreu auf eine berühmte Szene im Kultfilm Der weiße Hai (Original: Jaws, 1975) angespielt. Der Hai wird jedoch von Tackleberry vertrieben, so dass dem Jungen auf der Luftmatratze nichts geschieht.

## Synchronisation
| Rolle                     | Schauspieler        | Synchronsprecher       |
| Eric Lassard              | George Gaynes       | Paul Bürks             |
| Moses Hightower           | Bubba Smith         | Michael Chevalier      |
| Eugene Tackleberry        | David Graf          | Michael Nowka          |
| Larvell Jones             | Michael Winslow     | Ronald Nitschke        |
| Debbie Callahan           | Leslie Easterbrook  | Monica Bielenstein     |
| Laverne Hooks             | Marion Ramsey       | Philine Peters-Arnolds |
| Kate                      | Janet Jones         | Simone Brahmann        |
| Lt. Proctor               | Lance Kinsey        | Christian Tramitz      |
| Nick Lassard              | Matt McCoy          | Arne Elsholtz          |
| Thaddeus Harris           | G. W. Bailey        | Jürgen Kluckert        |
| Commissioner Hurst        | George R. Robertson | Eric Vaessen           |
| Commissioner Murdock      | Dan Fitzgerald      | Gerd Holtenau          |
| Thomas Conklin „Häufchen“ | Tab Thacker         | Tom Deininger          |
| Mouse                     | Archie Hahn         | Thomas Petruo          |
| Tony                      | René Auberjonois    | Jürgen Thormann        |
| Bürgermeister von Miami   | James Hampton       | Friedrich G. Beckhaus  |

## Kritik
Von den Kritikern wurde die Serie von Anfang an negativ aufgenommen, aber auch Fans der Serie missfällt zumeist der starke Wandel in der Machart des Films und das Fehlen des Sympathieträgers Mahoney. Dies alles schlägt sich auch in der allgemeinen Bewertung des Films nieder. Er belegte sogar lange Zeit einen Platz auf der Liste der schlechtesten 100 Filme in der IMDb, wo er mittlerweile mit 4,6 von 10 möglichen Punkten (Stand: 30. Dezember 2019) bewertet wurde. Auf Rotten Tomatoes fielen alle Kritiken negativ aus (Stand: 30. Dezember 2019).

„Anspruchslose Klamotte nach dem üblichen Schema der Serie: überzogene Typenkomik und einfältige Gags, die meist nur nervtötend wirken.“

## Personen
Zum ersten Mal in der Police Academy gibt es Bösewichte, die einen Namen haben und auch in klassischer Hollywood-Manier als Gegenspieler der „Guten“ fungieren.
Diese sind:
- Tony (René Auberjonois): Der Chef der Diamantenräuber führt sein dreiköpfiges Team an.
- Dempsey (Ed Kovens): Gangsterboss in Miami mit eigener Yacht, der den Diebstahl der Diamanten in Auftrag gegeben hatte.
- Tonys Handlanger, insbesondere Mouse (Archie Hahn) und Sugar (Jerry Lazarus). Später erhält er noch mehr Unterstützung auf der Suche nach den Diamanten.

Weiterhin kommen vor:
- Der Bürgermeister von Miami wird gespielt von James Hampton. Ursprünglich war die Rolle für J. T. Walsh vorgesehen. Dieser hatte jedoch kein Interesse und empfahl Hampton an Regisseur Myerson.
- Commissioner Dave Murdock (Dan Fitzgerald): Der Polizeichef von Miami
- Kate (Janet Jones): Die attraktive Blondine ist am Strand, als Lassards Truppe sich dort vergnügt. Sie wird zugleich Ziel der Flirtversuche von Nick und ist bei Strandparties dabei. Bei der Polizeiversammlung stellt sich heraus, dass auch sie Polizistin ist. Kate und Nick kommen sich im Verlauf des Films näher.

Außerdem gibt es zwei interessante Gastauftritte:
- Kathryn Graf, die Ehefrau des mittlerweile verstorbenen Darstellers von Eugene Tackleberry, David Graf, spielt eine Stewardess auf dem Flug nach Miami. Dies war ihre erste Rolle überhaupt und auch ihre einzige Filmrolle, da sie seither nur Gastauftritte in Serien hatte.
- Der Regisseur des Films, Alan Myerson, spielt den Mann, der sich im Flugzeug weigert, das Rauchen einzustellen.